# Echte zwijnen
De echte zwijnen (Sus) zijn een geslacht van varkens die onder andere het wild zwijn en de wrattenzwijnen omvat. De wetenschappelijke naam van het geslacht werd in 1758 gepubliceerd door Carl Linnaeus.

## Soorten
Het geslacht omvat de volgende soorten:
- Sus ahoenobarbus – Palawanbaardzwijn
- Sus barbatus – Baardzwijn
- Sus cebifrons – Visayawrattenzwijn
- Sus celebensis – Celebeswrattenzwijn
- Sus domesticus – Varken
- Sus oliveri
- Sus philippensis – Filipijns wrattenzwijn
- Sus scrofa – Wild zwijn
- Sus verrucosus – Javaans wrattenzwijn